# Congreso Católico Nacional

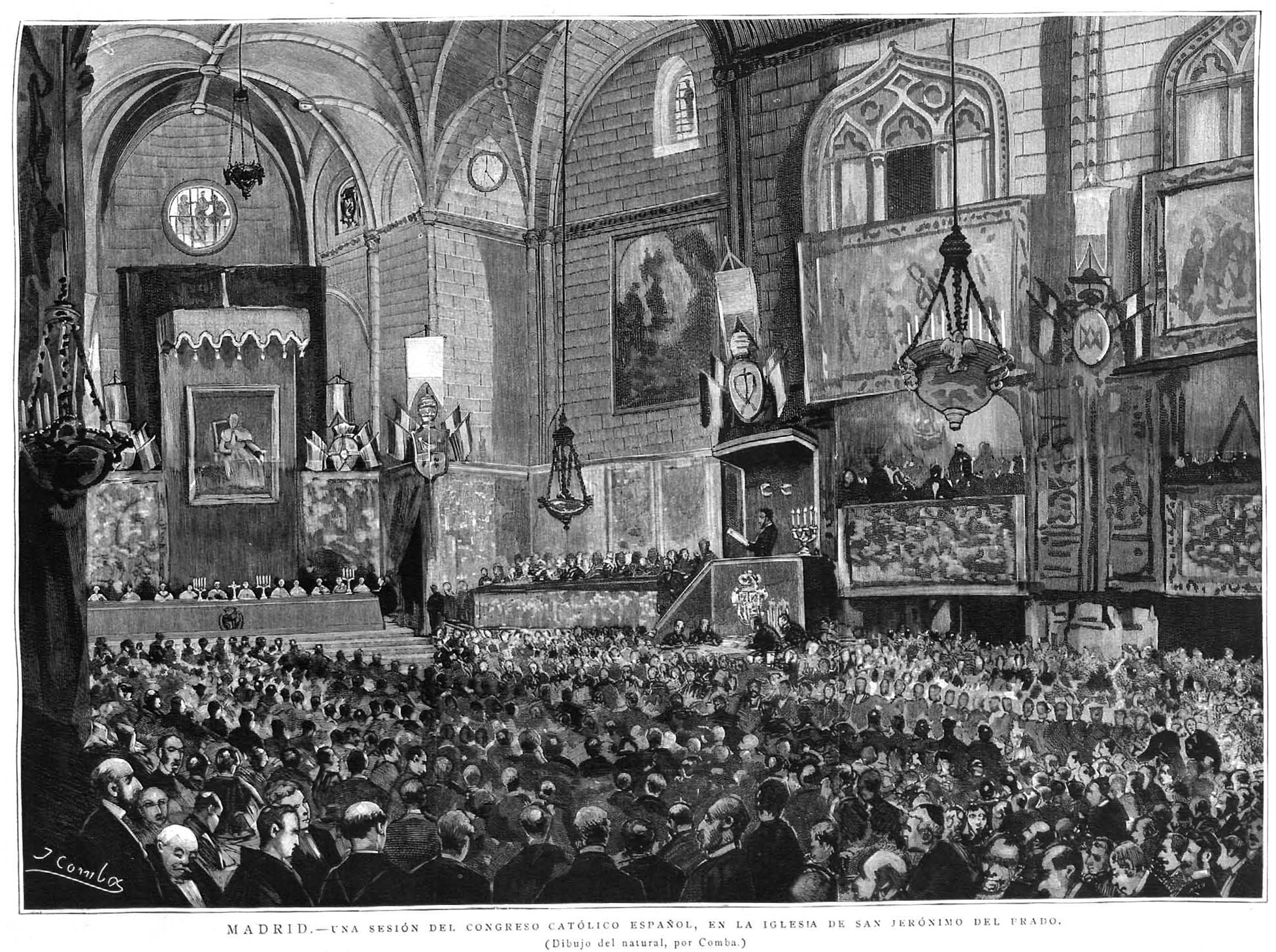
Ilustración de una sesión del primer Congreso Católico Nacional en Madrid, San Jerónimo el Real. Dibujado por Juan Comba y grabado por Bernardo Rico, fue publicado en La Ilustración Española y Americana el 8 de mayo de 1889.

Un Congreso Católico Nacional fue cada una de la serie de reuniones llevadas a cabo por católicos españoles a finales del siglo XIX y comienzos del XX, que trataban de articular una respuesta unida ante el clima sociopolítico de la Restauración, divididos como estaban entre ramas más posibilistas, que contemplaban la colaboración con el sistema y eran apoyadas por el Vaticano, y corrientes integristas.
Se celebraron un total de seis congresos, el primero de ellos organizado por iniciativa del cardenal Ciriaco Sancha y Hervás en la iglesia de San Jerónimo el Real de Madrid (abril y mayo de 1889), y los posteriores en Zaragoza (octubre de 1890), Sevilla (octubre de 1892), Tarragona (octubre de 1894), Burgos (septiembre de 1899) y Santiago de Compostela (agosto de 1902).